# Allemagne-en-Provence
 Allemagne-en-Provence  (en idioma occitano Alemanha de Provença, según la norma mistraliana Alemagno de Prouvènço) es una población y comuna francesa, en la región de Provenza-Alpes-Costa Azul, departamento de Alpes de Alta Provenza, en el distrito de Digne-les-Bains y cantón de Riez.

## Demografía
| 215 | 219 | 202 | 258 | 355 | 379 |
| Para los censos de 1962 a 1999 la población legal corresponde a la población sin duplicidades (Fuente: INSEE [Consultar]) |     |     |     |     |     |